# Stadio Sabatino De Rosa
Lo stadio Sabatino De Rosa è lo stadio di Arzano, avente una capienza di 4 000 posti.
Lo stadio versa oggi in condizioni pietose, nonostante fu approvato un finanziamento da 40.000 euro nel 2018.  L’impianto è dunque inagibile.

## Caratteristiche
Il campo di gioco è 105 m x 68 m ed è in erba sintetica; lo stadio è stato appena ristrutturato nella stagione 2009-2010.

## Usufruttuari
Attualmente lo stadio è inagibile. L’Arzanese, che milita nel campionato di Prima Categoria Regionale, disputa le sue gare allo stadio “Mariolina Stornaiuolo”, situato tra Arzano e Secondigliano
Anche il ”Città di Arzano 2019”, la seconda squadra del comune campano, è costretta a disputare le sue gare fuori dal territorio comunale. Esse si svolgono infatti allo stadio Alberto Vallefuoco di Mugnano.